# 今仲幸雄
今仲 幸雄（いまなか ゆきお、1949年 - ）は、バリトン歌手。元ドイツ国立デトモルト音楽大学講師。
ライプツィヒ国際バッハコンクールでの日本人初の優勝者。キリスト教の音楽伝道者。

## 略歴
- 千葉県成田市三里塚で生まれる。千葉県立佐倉高等学校を経て東京芸術大学音楽部声楽科を卒業。渡辺高之助、小林道夫、高折続らに師事。
- 1976年ドイツ国立デトモルト音楽大学に留学、ヘルムート・クレッチマール、ハンス・クールマン、ディートリヒ・フィッシャー＝ディースカウに師事。
- 1978年、ウィーン国際シューベルト・ヴォルフ歌曲コンクールディプロマ賞受賞。
- 1980年には第6回ライプツィヒヨハン・ゼバスティアン・バッハ国際コンクール男声部門優勝。同年、成田市文化功労賞受賞。
- 1981年国立デトモルト音楽大学卒業、旧西ドイツ演奏家国家試験に最優秀で合格。

以来、旧西ドイツ、旧東ドイツ、スイス、フランス、イタリア、イギリス、オランダ、シンガポール、台湾にて演奏活動。
またライプツィヒ国際バッハ音楽祭、ゲッティンゲン国際ヘンデル音楽祭、ヴァルスローデ国際リスト音楽週間にソリストとして招かれる。
NHKをはじめ、北ドイツ放送 (NDR)、ベルリン自由放送 (SFB)、西ドイツ放送第一、第三 (WDR I・III)、南西ドイツ放送、テレビ (SWF)、ドイツ・キリスト教放送 (ERF)等に出演。
キリスト教の音楽伝道者として働き、日本で最初の音楽伝道者三谷種吉の讃美歌「神は愛なり」を原詩で歌うと表明した。
ドイツ・バッハ・ゾリステン、ライプツィヒ・ゲヴァントハウス・バッハ・オーケストラ、北ドイツ放送交響楽団等と共演。オラトリオ・リート歌手として、バロックから現代曲までのレパートリーを持つ。

## 作品
CD
- 『子羊の歌』 44分、1988年11月15日。ASIN B000UVJPTQ